# Northrop Corporation

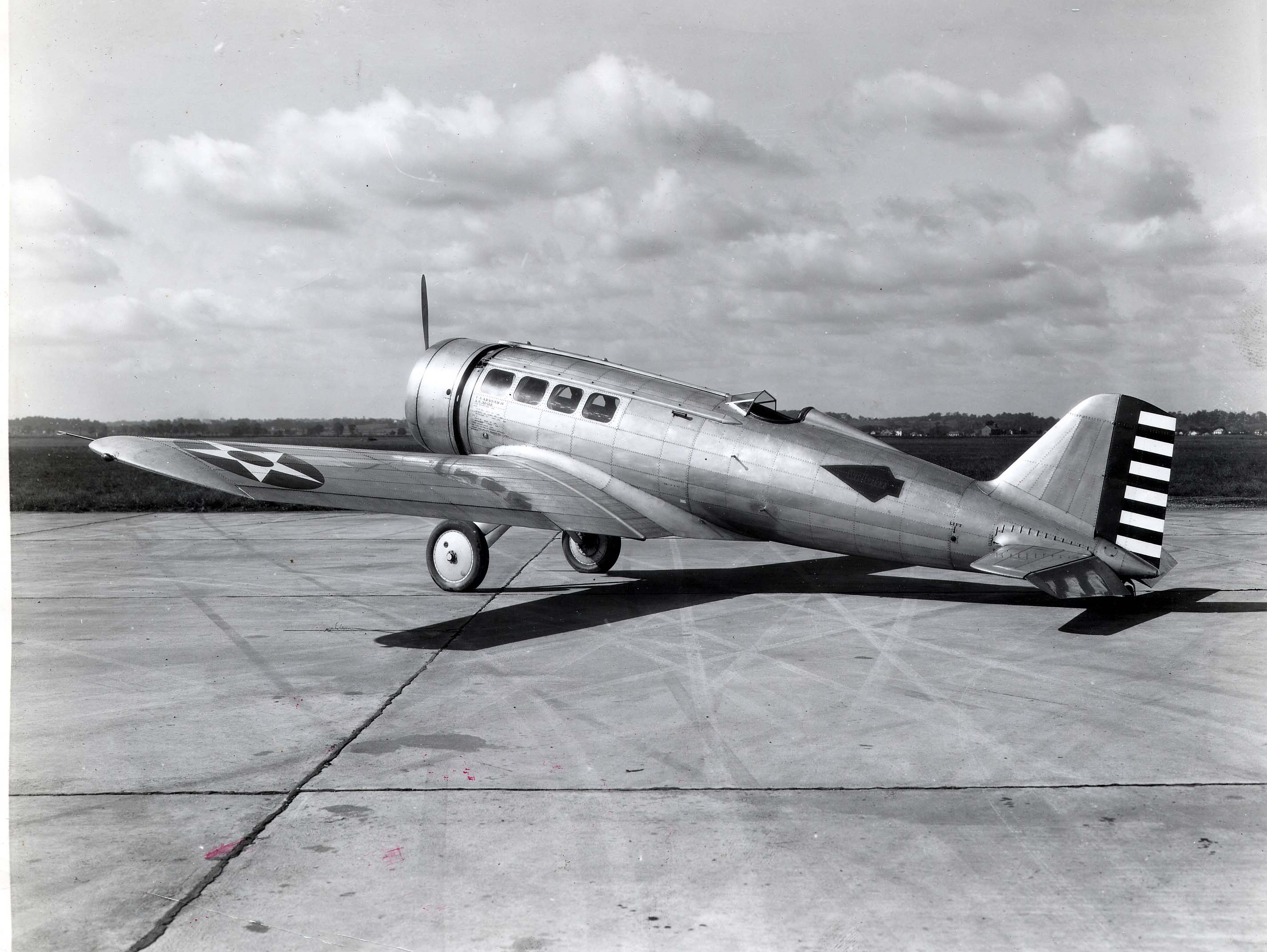
Northrop Alpha 1931

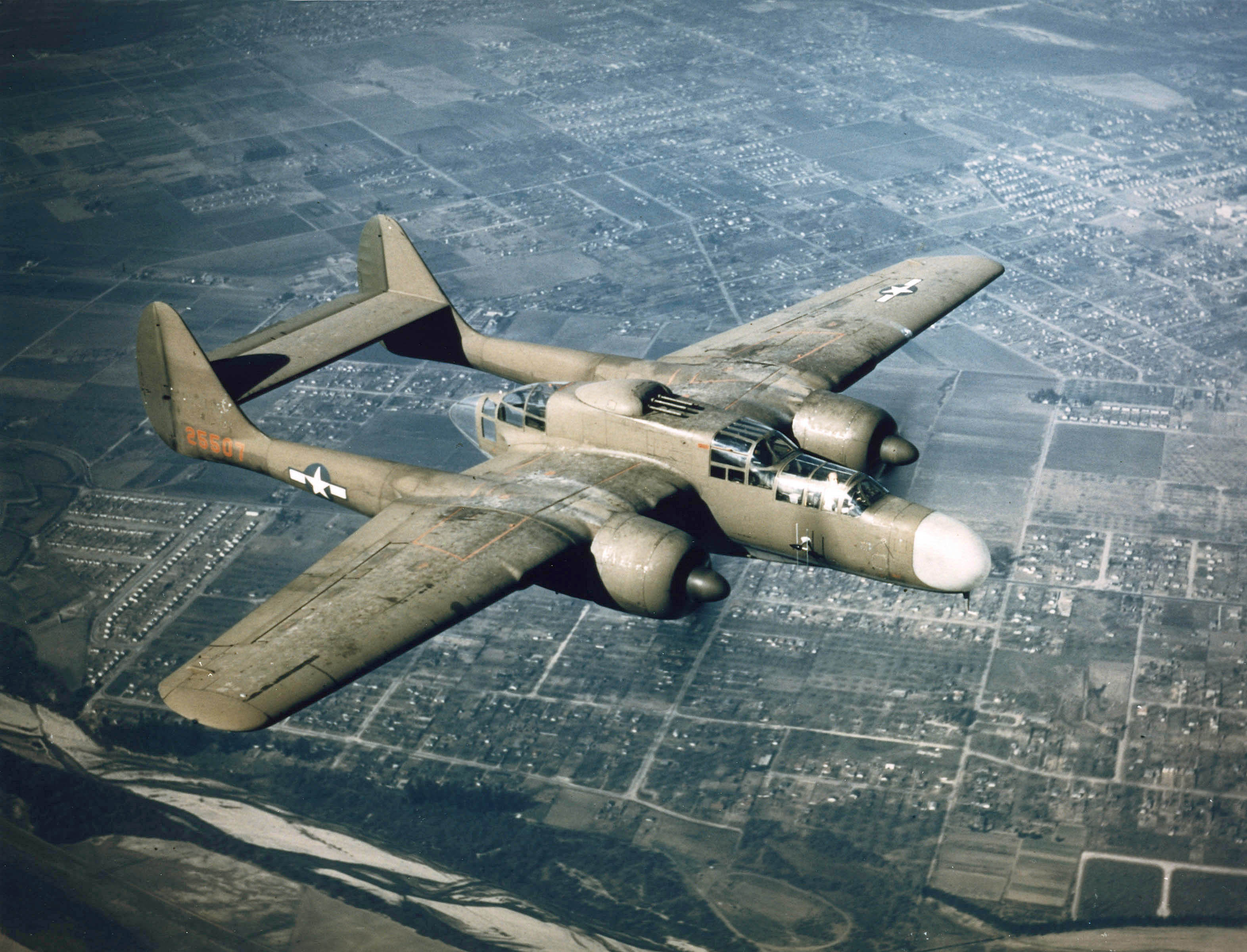
Northrop P-61 Nachtjäger

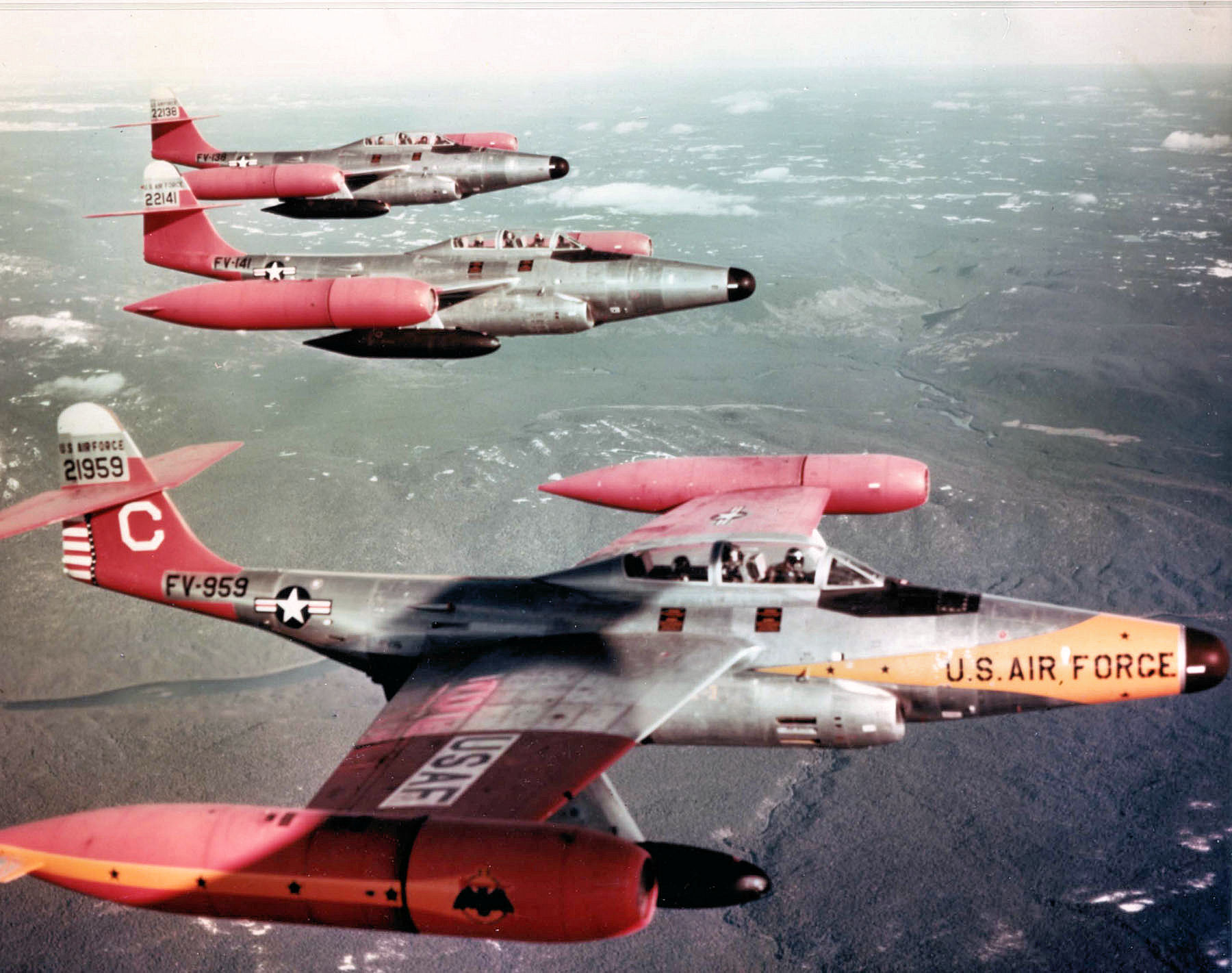
Northrop F89 „Scorpion“

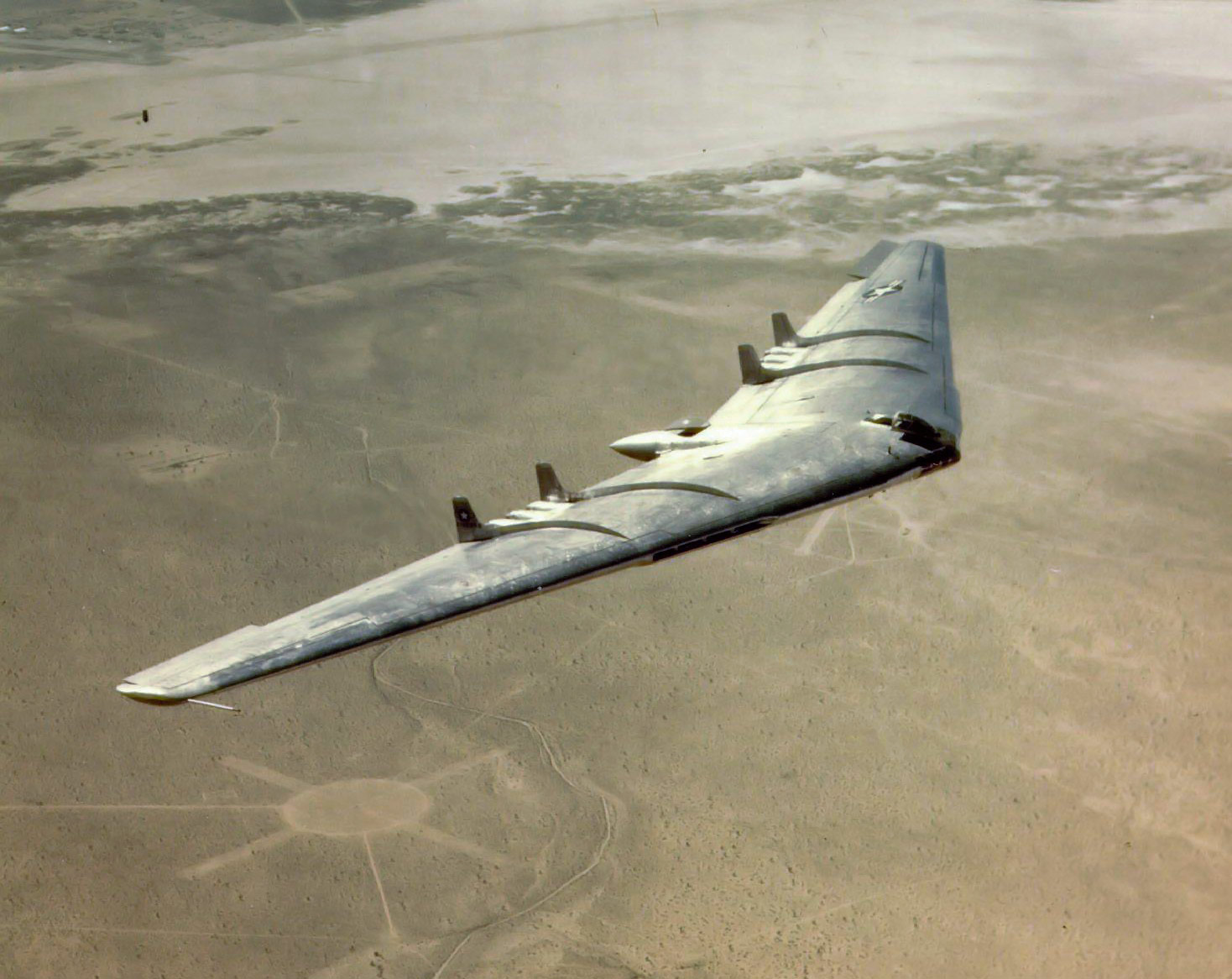
Northrop YB-49 Nurflügelbomber

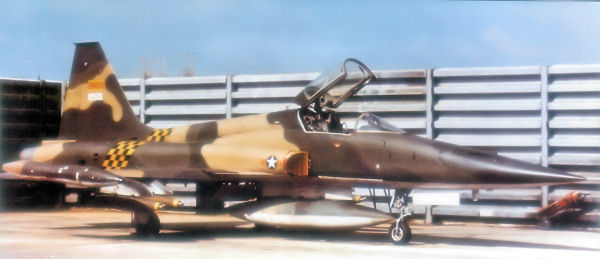
Northrop F-5

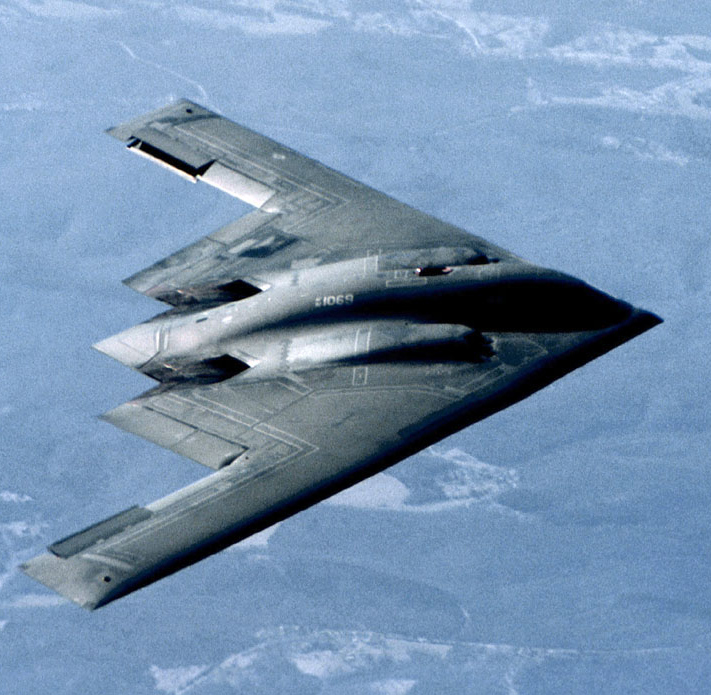
Northrop B-2 Spirit Tarnkappenbomber

Die Northrop Corporation ist heute ein Teil der Northrop Grumman Corporation und war bis zum Zusammenschluss mit der Grumman Aerospace Corporation 1994 ein führender US-amerikanischer Flugzeughersteller. Die Tradition des Unternehmens reicht auf vier aufeinanderfolgende Firmengründungen, an denen Jack Northrop direkt beteiligt war, zurück.

## Geschichte

### Avion Corporation
Die Avion Corporation wurde 1928 in einem gemieteten Laden in Los Angeles gegründet. Präsident war George Randolph Hearst, der Sohn von William Randolph Hearst, während Northrop als Vize-Präsident agierte. Die finanzielle Basis der Neugründung stellte dabei Hearsts Schwiegermutter Ada Wilbur zur Verfügung. Als einziges Produkt entstand das Nurflügelflugzeug Experimental No. 1, auch als Northrop „Flying Wing“ oder „All-Wing“ bezeichnet. Alle Vermögenswerte der Avion Corporation wurden im Oktober 1929 an die im gleichen Jahr neugegründete United Aircraft & Transport Corporation veräußert.

### Northrop Aircraft Corporation
Am 1. Januar 1930 wurde die Northrop Aircraft Corporation offiziell als Tochterfirma der United Aircraft & Transport Corporation etabliert. William E. Boeing war Chairman of the Board, W. Kenneth Jay Präsident, Northrop Vize-Präsident und Don R. Berlin der Chefingenieur. Als Produktionsstätte verwendete man einen Hangar auf dem Gelände des United Airports in Burbank, wo die Alpha- und Beta-Flugzeuge entstanden.
Im September 1931 wurden die Northrop-Einrichtungen mit der Stearman Aircraft Corporation in Wichita (Kansas), einer anderen Tochtergesellschaft von United/Boeing zusammengelegt. Die darauf folgenden Planungen, die Alpha- und Betaproduktion in Wichita fortzuführen, wurde aufgegeben, nachdem sich Northrop aus der Firma zurückgezogen hatte. Lediglich einige Modifikationen und Reparaturarbeiten wurden tatsächlich in Wichita durchgeführt. Einige modifizierte Alpha-Exemplare bezeichnete man deshalb auch als Stearman Alpha.

### Northrop Corporation
Die Gründung der Northrop Corporation fand im Januar 1932 in Inglewood (Kalifornien) als Tochtergesellschaft der Douglas Aircraft Company statt, wobei Douglas 51 % der Anteile hielt. Northrop war hier Präsident, W. Kenneth Jay Vize-Präsident und Generalmanager, während Don Berlin wieder den Posten des Chefingenieurs innehatte. Die Produktionsstätte befand sich auf dem Los Angeles Municipal Airport (Mines Field) in der ehemaligen Fabrik von White Truck/Moreland Aircraft. Gebaut wurden hier die Gamma und Delta sowie einige militärische Experimentalmuster. Bis 1934 hatte das Unternehmen etwa 100 Flugzeuge hergestellt und beschäftigte zu diesem Zeitpunkt 1000 Mitarbeiter. Für die Produktion militärischer Flugzeuge erstellte Northrop 1935 in El Segundo eine neue Fabrik in unmittelbarer Nähe des alten Standorts. Douglas erwarb am 8. September 1937 sämtliche Northrop-Anteile und die Northrop Corporation wurde zur El Segundo Abteilung von Douglas. Northrop zog sich daraufhin am 1. Januar 1938 aus dem Unternehmen zurück.

### Northrop Aircraft Inc.
Am 1. August 1939 gründete Northrop dann das neue Unternehmen Northrop Aircraft Inc. in Hawthorne (Kalifornien). Er trat hier erstmals außer als Präsident, auch als Chefingenieur auf. Bereits im ersten Jahr nahm man mit dem Experimentalflugzeug Northrop XP-56 an einer Ausschreibung der United States Army Air Forces für ein neues Jagdflugzeug teil. Während des Zweiten Weltkrieges baute Northrop z. B. den Nachtjäger P-61 Black Widow. Am 2. Februar 1959 wurde die Northrop Aircraft Inc. zu einer Abteilung der Northrop Corporation.
Northrop war besonders aktiv in der Entwicklung von Nurflügelbombern (YB-35, YB-49 und der Tarnkappenbomber B-2 Spirit). Das Unternehmen produzierte auch das von 1982 bis 1985 von der US Air Force eingesetzte Tarnkappen-Experimentalflugzeug Tacit Blue.
Die wichtigsten Serienmuster wurden jedoch die F-89 "Scorpion und vor allem die zweistrahligen Jets der F-5/T-38 Serie.
Nach dem Verlust des Advanced Tactical Fighter-Vertrages an Lockheed Martin und der Nichtberücksichtigung im Joint Strike Fighter-Programm schloss sich das Unternehmen im Jahr 1994 mit der Grumman Aerospace Corporation zur Northrop Grumman Corporation zusammen, einem Hersteller von zivilen, hauptsächlich aber militärischen Produkten für die Schiff-, Luft- und Raumfahrt sowie von Wehrtechnik und Informationstechnologie.

## Auswahl von entwickelten Flugzeugmustern
- YA-9A
- A-17
- BT
- B-2 Spirit
- YB-35
- YB-49
- BQM-74 Chukar (Drohne)
- F-5 Freedom Fighter/Tiger II
- YF-17 Cobra
- F-20 Tigershark
- YF-23 Black Widow II (mit McDonnell Douglas)
- F-89 Scorpion
- HL-10
- N-3PB
- N-32 Raider
- P-61 Black Widow
- XP-56
- XP-79 Flying Ram
- T-38 Talon
- Tacit Blue
- X-4 Bantam